# Boršov
Boršov är en ort i Tjeckien.   Den ligger i regionen Vysočina, i den centrala delen av landet, 110 km sydost om huvudstaden Prag. Boršov ligger 600 meter över havet och antalet invånare är 118.
Terrängen runt Boršov är huvudsakligen platt, men söderut är den kuperad. Runt Boršov är det ganska tätbefolkat, med 54 invånare per kvadratkilometer. Närmaste större samhälle är Jihlava, 11,4 km öster om Boršov. I omgivningarna runt Boršov växer i huvudsak blandskog.